# الطاقة النووية في ألمانيا

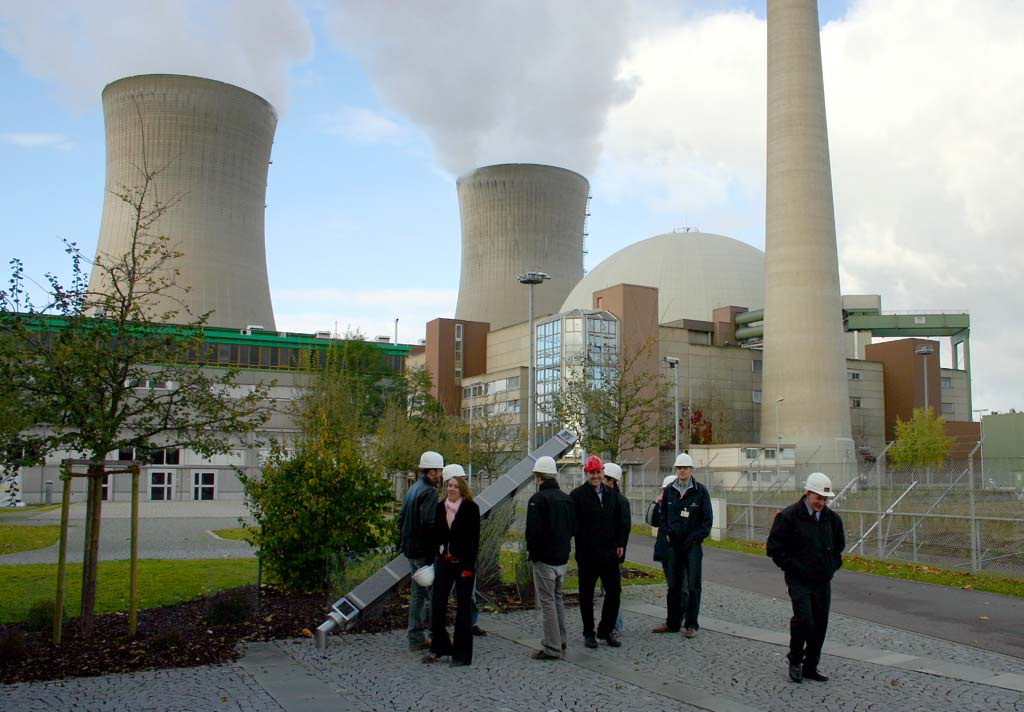

الطاقة النووية في ألمانيا وفرت 11.63% من الكهرباء في عام 2017 بالمقارنة مع 22.4% كانت قد وفرتها في عام 2010.بدأت الطاقة النووية الألمانية مع مفاعلات بغرض الأبحاث في خمسينيات وستينيات القرن العشرين، ورُبطت أول محطة نووية على الشبكة الكهربائية في عام 1969. اعتبارًا من 2017 فإن حصة الطاقة النووية في القطاع الكهربائي بدأت تتقلص عقب قرار استغناء تام عن الطاقة النووية بحلول العقد التالي.
كانت الطاقة النووية موضوع نقاش سياسي محلي في العقود الأخيرة، وكانت هناك نقاشات مستمرة عن الزمن الذي يجب فيه الاستغناء عن هذه التكنولوجيا. للحركة المناهضة للطاقة النووية في ألمانيا تاريخ طويل يعود إلى بداية سبعينيات القرن العشرين، حين منعت مظاهرات كبيرة بناء محطة توليد كهرباء بالطاقة النووية في فّيل. تجدد لفت الانتباه للموضوع في بداية عام 2007 بسبب الأثر السياسي للنزاع الطاقي بين روسيا وروسيا البيضاء وفي عام 2011 بعد كارثة فوكوشيما النووية في اليابان، حدثت مظاهرات كبيرة مناهضة للطاقة النووية في ألمانيا. استمرت المظاهرات، وفي 29 مايو 2011 أعلنت حكومة ميركل أنها ستغلق كل المحطات النووية في ألمانيا بحلول عام 2022.
أغلقت ثمانية مفاعلات من سبعة عشر مفاعلًا يعمل في ألمانيا بشكل نهائي عقب فوكوشيما. قالت المستشارة أنجيلا ميركل إن إنهاء الطاقة النووية -الذي كان مخططًا له في وقت متأخر حتى عام 2036- سيعطي ألمانيا ميزة تنافسية في عصر الطاقات المتجددة، مصرحةً بقولها: «كأول بلد صناعية كبرى، يمكننا أن نحقق هكذا تحول باتجاه الطاقات المتجددة والفعالة، مع كل الفرص التي يجلبها ذلك من صادرات وتطوير تقنيات جديدة ووظائف». أشارت ميركل أيضًا إلى «عجز» اليابان -رغم كونها بلدًا صناعيًّا ومتقدمًا تكنولوجيًّا- في مواجهة كارثتها النووية. استبدل بإنتاج الكهرباء من الطاقة النووية إنتاج الكهرباء من الفحم واستيراد الكهرباء. وجدت إحدى الدراسات أن إنهاء الطاقة النووية كلف الدولة 12 مليار دولار كتكاليف اجتماعية سنوية، والسبب الرئيسي ازدياد الوفيات نتيجة التعرض للتلوث من الوقود الأحفوري.
أعلن عملاق الهندسة الألماني سيمنس انسحابًا تامًّا من الصناعة النووية في عام 2011، كرد على كارثة فوكوشيما النووية. الشركات الألمانية التي بقيت في المجال هي إي.أون (E.ON) وآر دبليو إي (RWE) وإن بي دبليو (EnBW).

## خلفية تاريخية
احتوت الإصدارات الألمانية في خمسينيات وستينيات القرن العشرين انتقادًا لبعض خصائص الطاقة النووية ومن بينها أمانها. رأى الكثيرون أن التخلص من النفايات النووية مشكلة عظمى، وعُبر عن المخاوف بشكل معلن حتى منذ عام 1954. في عام 1964 ذهب أحد المؤلفين بعيدًا حتى صرح «بأن الأخطار والتكاليف للتخلص النهائي الضروري من النفايات النووية قد يجعل التخلي عن تطوير الطاقة النووية أمرًا ضروريًّا».
كما في العديد من الدول الصناعية فإن الطاقة النووية في ألمانيا بدأ تطويرها في أواخر خمسينيات القرن العشرين. لم تعمل سوى القلة من المفاعلات التجريبية قبل عام 1960، وقد افتُتحت محطة طاقة نووية تجريبية في كال أم مين في عام 1960. كل محطات الطاقة النووية الألمانية التي افتُتحت بين عامي 1960 و1970 -كما في كل التي افتُتحت في العالم- كانت استطاعة خرجها أقل من 1,000 ميغاواط وقد أُغلقت جميعها الآن. بدأت أول محطة طاقة نووية كادت تكون تجارية بالكامل بدأت العمل عام 1969: أوبريغهايم استمرت في العمل حتى عام 2005، حين أُغلقت بقرار إنهاء عمل أصدرته الحكومة. أول محطة باستطاعة خرج تفوق 1000 ميغاواط لكل وحدة كانت محطة وحدتي بيبليس للطاقة النووية وقد بنيت الوحدتان في عام 1974 و1976 تباعًا.
خُطط لدورة مغلقة للوقود النووي، بدءًا من عمليات تعدين في سارلاند والغابة السوداء (حيث التركيز الكبير لفلز اليورانيوم)، وإنتاج حشوات قضبان الوقود النووي في هاناو، وإعادة معالجة الوقود المصروف في محطة إعادة معالجة الوقود النووي التي لم تبنَ قط في فّاكرزدورف. كانت النية تخزين النفايات النووية في مستودع عميق تحت الأرض، كجزء من مشروع غورليبين للتخزين طويل الأمد. اليوم هناك عملية بحث «أكثر انفتاحًا (بالألمانية: ergebnisoffener)» على امتداد البلد كلها لتخزين الوقود النووي المشع.
في بدايات ستينيات القرن العشرين كان هناك اقتراح لبناء محطة طاقة نووية في برلين الغربية، ولكن المشروع أُسقط عام 1962. جرت محاولة أخرى لبناء مفاعل في مدينة كبرى عام 1967، حين خططت شركة باسف لبناء محطة طاقة نووية في أرضها في لودفيغزهافن، لتوفير البخار المحمص لأغراض العمليات الصناعية. سُحب المشروع من قبل باسف نفسها.
في عام 1959، أسست 15 شركة كهرباء تابعة للبلديات اتحاد المفاعل ذ. م. م. (بالألمانية: (Arbeitsgemeinschaft Versuchsreaktor, AVR) لاستعراض جدوى وصلاحية مفاعل الحرارة العالية (إتش تي جي آر) المبرد بالغاز والمهدأ بالغرافيت. في أوائل ستينيات القرن العشرين بدأ الاتحاد تصميم وبناء مفاعل الاتحاد (مفاعل آا فاو إر AVR) في مركز أبحاث يوليش. اجتاز المفاعل أول حرجية (حالة نووية حرجة) في عام 1966، واستمر عمل مفاعل الاتحاد لأكثر من 22 سنة. رغم إظهار نظام تغذية وتفريغ الوقود جاهزية ممتازة، فقد أُغلق المفاعل لأسباب سياسية في عام 1988. كان مفاعل الاتحاد مصممًا لاستيلاد اليورانيوم-233 من الثوريوم-232. الثوريوم 232 أكثر توفرًا في قشرة الأرض بمئة ضعف من اليورانيوم-235.
في عام 1965 وقبل بدء عمل مفاعل الاتحاد، بدأ العمل على تصميم أولي لنموذج مفاعل حرارة عالية تجاري يستخدم الثوريوم، وسمي تي إتش تي آر-300. تزامن مفاعل الحرارة العالية ذو استطاعة 300 ميغاواط كهرباء مع الشبكة الكهربائية في عام 1985. بعد ستة أشهر علقت كرية وقود في نواة المفاعل. أعيد تشغيله بعد إجراء الإصلاحات وعمل بدءًا من يوليو عام 1986، ووصل لاستطاعته الكاملة في سبتمبر 1986. عمل حتى سبتمبر 1988، وأغلق في سبتمبر 1989.
بحلول عام 1992، خططت مجموعة شركات ألمانية وسويسرية للمضي في بناء مفاعل إتش تي آر-500، وهو تصميم استخدم بشكل كبير تكنولوجيا تي إتش تي آر-300. ولكن البيئة السياسية المعادية آنذاك أوقفت أي جهود للمضي قدمًا. يطارد الصينيون الآن هذه التكنولوجيا فيما يسمونه مفاعل إتش تي آر- بّي إم.
في أوائل سبعينيات القرن العشرين، منعت مظاهرات شعبية كبيرة بناء محطة نووية في فّيل. كانت احتجاجات فّيل مثالًا على تحدي المجتمع المحلي للصناعة النووية عبر إستراتيجية من العمل المباشر والعصيان المدني. اتُّهمت الشرطة آنذاك باستخدام وسائل العنف غير المبرر. ألهم نجاح مناهضة الطاقة النووية في فّيل الحركات المعارضة للطاقة النووية في أنحاء ألمانيا وفي أماكن أخرى.
كانت محطة رايزنبرغ للطاقة النووية أول محطة طاقة نووية (تجريبية بشكل كبير) في ألمانيا الشرقية. كانت استطاعتها قليلة وعملت من عام 1966 وحتى 1990. ثاني محطة بدأت العمل كانت محطة غرايفسفالد للطاقة النووية، وقد خطط لها أن تحتوي ثمانية مفاعلات روسية من طراز فّي فّي إي آر-440 ذات الاستطاعة 440 ميغاواط. اتصلت أول أربعة مفاعلات بالشبكة الكهربائية بين عامي 1973 و1979. عمل مفاعل غرايفسفالد 5 لأقل من شهر قبل إغلاقه، ألغيت المفاعلات الثلاثة الأخرى أثناء مراحل مختلفة من بنائها. في عام 1990، أثناء إعادة توحيد ألمانيا، أُغلقت جميع محطات الطاقة النووية في ألمانيا الشرقية بسبب عيوب في معايير أمانها. كانت محطة شتيندال لتوليد الكهرباء بالطاقة النووية في ألمانيا الشرقية لتكون أكبر محطة نووية في ألمانيا. بعد إعادة توحيد ألمانيا وبسبب المخاوف من التصميم السوفييتي أوقف البناء ولم يتم بناء المحطة أبدًا. في تسعينيات القرن العشرين دمرت أبراج التبريد الثلاثة التي كانت قد نصبت وأصبحت المنطقة اليوم عقارًا صناعيًّا.